# Gruta de Lourdes de Copacabana
La Gruta de Lourdes de Copacabana es un santuario religioso ubicado en la comunidad de Jinchaca, cerca de Copacabana, en el departamento de La Paz, Bolivia. Es un importante centro de peregrinación para devotos de la Virgen de Lourdes, quienes acuden al sitio en busca de milagros y protección.

## Historia
La imagen de la Virgen de Lourdes fue traída desde Francia en 1905 por Carmen Palma, una devota que impulsó la construcción del santuario en una formación rocosa natural. A lo largo del tiempo, la gruta ha ganado notoriedad como un lugar de fe y devoción, atrayendo peregrinos de Bolivia y Perú, especialmente en el mes de agosto.

## Ubicación y acceso
La gruta se encuentra a 15 minutos en vehículo desde Copacabana. Para llegar, los visitantes pueden tomar un minibús o taxi desde el mercado central de la ciudad, con un costo aproximado de cinco bolivianos. El camino es angosto y de tierra, pero transitable.

## Devoción y tradiciones
Los fieles visitan la gruta para realizar oraciones y peticiones a la virgen. Una tradición popular consiste en llevarse una piedra del lugar como símbolo de una promesa o compromiso, la cual debe ser devuelta en uno a tres años. Este ritual refleja la fuerte conexión espiritual que los creyentes tienen con la Virgen de Lourdes.

## Atracciones cercanas
Además de la gruta, los visitantes pueden explorar otros puntos de interés en la región:
- Camino precolombino a Sampaya y Yampupata: Un sendero que permite apreciar vistas panorámicas del lago Titicaca y la Isla del Sol.[3]
- Islas flotantes de Copacabana: Construcciones artesanales utilizadas para la cría de truchas, un platillo típico de la zona.[2]
- Baños del Inca en Kusijata: Un sitio arqueológico con terrazas y edificaciones precolombinas, junto a un museo sobre la cultura local.[3]